# 50 for 50
50 for 50 ist ein 2018 veröffentlichtes Boxset, das fünfzig Jahre Jethro Tull umfasst. Es enthält 50 von Ian Anderson persönlich ausgewählte Lieder der Band von 1968 bis 2003. Eine Auszug daraus mit dem Titel 50th Anniversary Collection wurde als Einzel-CD veröffentlicht.

## Titelliste

### CD 1
| Nr. | Titel                                  | Original Album (Jahr)          | Länge |
| --- | -------------------------------------- | ------------------------------ | ----- |
| 1   | Nothing is Easy                        | Stand Up (1969)                | 4:22  |
| 2   | Love Story                             | This Was (1968)                | 3:01  |
| 3   | Beggars Farm                           | This Was (1968)                | 4:15  |
| 4   | Living In The Past                     | Living in the Past (1972)      | 3:20  |
| 5   | A Song for Jeffrey                     | This Was (1968)                | 3:18  |
| 6   | A new Day Yesterday                    | Stand Up (1969)                | 4:07  |
| 7   | The Witch’s Promise                    | Benefit (1970)                 | 3:51  |
| 8   | Mother Goose                           | Aqualung (1971)                | 3:53  |
| 9   | With you there to help me              | Benefit (1970)                 | 6:20  |
| 10  | Teacher (U.S. version)                 | Benefit (1970)                 | 3:56  |
| 11  | Life is a long Song                    | Living in the Past (1972)      | 3:18  |
| 12  | Sweet Dream                            | Stand Up (1969)                | 4:05  |
| 13  | Aqualung                               | Aqualung (1971)                | 6:38  |
| 14  | Minstrel in the Gallery                | Minstrel in the Gallery (1975) | 3:52  |
| 15  | Critique Oblique (Steven Wilson Remix) | A Passion Play (1973)          | 4:35  |
| 16  | Weathercock                            | Heavy Horses (1978)            | 4:16  |
| 17  | Cross-Eyed Mary                        | Aqualung (1971)                | 4:12  |

### CD 2
| Nr. | Titel                                         | Original Album (Jahr)                              | Länge |
| --- | --------------------------------------------- | -------------------------------------------------- | ----- |
| 1   | Boureé                                        | Stand Up (1969)                                    | 3:44  |
| 2   | Dun Ringill                                   | Stormwatch (1979)                                  | 2:38  |
| 3   | Heavy Horses                                  | Heavy Horses (1978)                                | 8:53  |
| 4   | Hunting Girl                                  | Songs from the Wood (1977)                         | 5:11  |
| 5   | Bungle in the Jungle                          | War Child (1974)                                   | 3:33  |
| 6   | Salamander                                    | Too Old to Rock ’n’ Roll: Too Young to Die! (1976) | 2:49  |
| 7   | Pussy Willow                                  | The Broadsword and the Beast (1982)                | 3:52  |
| 8   | Too Old to Rock ’n’ Roll: Too Young to Die    | Too Old to Rock ’n’ Roll: Too Young to Die! (1976) | 5:38  |
| 9   | Songs from the Wood                           | Songs from the Wood (1977)                         | 4:52  |
| 10  | The Whistler                                  | Songs from the Wood (1977)                         | 3:30  |
| 11  | Really don’t mind/See There a Son is Born     | Thick as a Brick (1972)                            | 5:00  |
| 12  | Moths                                         | Heavy Horses (1978)                                | 3:19  |
| 13  | One white Duck / 010 = Nothing at all         | Minstrel in the Gallery (1975)                     | 4:37  |
| 14  | Cup of Wonder                                 | Songs from the Wood (1977)                         | 4:30  |
| 15  | Ring out Solstice Bells                       | The Jethro Tull Christmas Album (2003)             | 4:04  |
| 16  | Skating away (On the thin Ice of the new Day) | War Child (1974)                                   | 4:08  |
| 17  | A Christmas Song                              | The Jethro Tull Christmas Album (2003)             | 2:47  |

### CD 3
| Nr. | Titel                   | Original Album (Jahr)               | Länge |
| --- | ----------------------- | ----------------------------------- | ----- |
| 1   | One brown Mouse         | Heavy Horses (1978)                 | 3:19  |
| 2   | Rare and precious Chain | Roots to Branches (1995)            | 3:35  |
| 3   | Kissing Willie          | Rock Island (1989)                  | 3:09  |
| 4   | Rocks on the Road       | Living in the Past (1972)           | 5:33  |
| 5   | Fylingdale Flyer        | A (1980)                            | 4:27  |
| 6   | Paparazzi               | Under Wraps (1984)                  | 3:47  |
| 7   | North Sea Oil           | Stormwatch (1979)                   | 3:09  |
| 8   | Steel Monkey            | Crest of a Knave (1987)             | 3:37  |
| 9   | Black Sunday            | A (1980)                            | 6:33  |
| 10  | European Legacy         | Under Wraps (1984)                  | 3:22  |
| 11  | Budapest                | Crest of a Knave (1987)             | 10:02 |
| 12  | Broadsword              | The Broadsword and the Beast (1982) | 5:02  |
| 13  | Dot Com                 | J-Tull Dot Com (1999)               | 4:26  |
| 14  | Farm on the Freeway     | Crest of a Knave (1987)             | 6:28  |
| 15  | This is Not Love        | Catfish Rising (1991)               | 3:59  |
| 16  | Locomotive Breath       | Aqualung (1971)                     | 4:26  |

## Liste der Beteiligten
Text und Musik von
| Nr.      | Name                            | Name                             |
| -------- | ------------------------------- | -------------------------------- |
|          | Ian Anderson, außer             |                                  |
| CD 1, 13 | Jennie Anderson                 | Ian Anderson                     |
| CD 1, 3  | Michael (Mick) Abrahams         | Ian Anderson                     |
| CD 2, 1  | Johann Sebastian Bach           | Ian Anderson                     |
| CD 3, 6  | Ian Anderson                    | Martin Barre, Peter-John Vettese |
| CD 1, 4  | Lou Toby (Streicherarrangement) | Ian Anderson                     |

17 weitere Musiker
Toningenieure:
Steven Wilson
John Wood

## Charts
| ChartsChartplatzierungen     | Höchstplatzierung | Wochen |
| ---------------------------- | ----------------- | ------ |
| Deutschland (GfK)            | 48 (1 Wo.)        | 1      |
| Österreich (Ö3)              | 73 (1 Wo.)        | 1      |
| Schweiz (IFPI)               | 65 (1 Wo.)        | 1      |
| Vereinigtes Königreich (OCC) | 73 (1 Wo.)        | 1      |